# Kemten
Kemten je bio drevni Egipćanin. Živio je tijekom 4. dinastije. Služio je krunskom princu Kauabu, njegovoj ženi, kraljici Heteferes II. i kraljici Meresank III. Pokopan je u mastabi G 5210 u Gizi, koja je izgrađena u doba Menkaure, ali je Kemten živio i tijekom vladavine Menkaurinog sina Šepseskafa, te je bio svećenik koji je služio u pogrebnom kultu Meresank III.